# Fable (computerspelserie)
Fable is een reeks rollenspellen (RPG's) ontwikkeld door Lionhead Studios en uitgegeven door Microsoft Game Studios. In totaal zijn er drie spellen in de hoofdserie verschenen, en een aantal uitbreidingen en spin-offs.

## Spellen
| Release        | Titel                    | Ontwikkelaar                      | Type               | Platform                  | Opmerkingen                                                                                       |
| -------------- | ------------------------ | --------------------------------- | ------------------ | ------------------------- | ------------------------------------------------------------------------------------------------- |
| september 2004 | Fable                    | Lionhead Studios Big Blue Box     | RPG                | Xbox                      | Hoofdserie                                                                                        |
| september 2005 | Fable: The Lost Chapters | Lionhead Studios Big Blue Box     | RPG                | OS X, Windows, Xbox       | DLC                                                                                               |
| augustus 2008  | Fable II Pub Games       | Carbonated Games Lionhead Studios | Minigames          | Xbox 360                  | Bonus-DLC bestaande uit caféspelletjes waarin je geld kon verdienen voor je personage in Fable II |
| oktober 2008   | Fable II                 | Lionhead Studios                  | RPG                | Xbox 360                  | Hoofdserie                                                                                        |
| oktober 2010   | Fable III                | Lionhead Studios                  | RPG                | Windows, Xbox 360         | Hoofdserie                                                                                        |
| mei 2012       | Fable Heroes             | Lionhead Studios                  | Beat 'em up        | Xbox 360                  |                                                                                                   |
| oktober 2012   | Fable: The Journey       | Lionhead Studios                  | RPG                | Xbox 360                  | Gemaakt voor Kinect                                                                               |
| februari 2014  | Fable Anniversary        | Lionhead Studios Big Blue Box     | RPG                | Xbox 360, Windows         | Remaster van Fable (incl TLC)                                                                     |
| Geannuleerd    | Fable Legends            | Lionhead Studios                  | 4v1 RPG            | Xbox One                  | Geannuleerd nadat Lionhead Studios werd gesloten                                                  |
| februari 2018  | Fable Fortune            | Flaming Fowl Studios              | Kaart- en bordspel | Xbox One, Windows         |                                                                                                   |
| 2026           | Fable                    | Playground Games                  | RPG                | Windows, Xbox Series X\|S | Reboot van de spellenreeks                                                                        |